# Lesley Sharp
Lesley Sharp, née Karen Makinson le 3 avril 1960 à Manchester (Royaume-Uni), est une actrice de cinéma, théâtre et télévision anglaise, dont les rôles pour la télévision britannique comprennent Clocking Off (2000-01), Bob et Rose (2001) et Afterlife (2005-06). Elle est nommée pour le BAFTA Award de la meilleure actrice dans un second rôle pour The Full Monty en 1997. Ses autres rôles incluent Rita, Sue and Bob Too (1986), Naked (1993), Prêtre (1994), From Hell (2001) et Vera Drake (2004). Entre 2011 et 2016, elle joue Janet Scott sur ITV dans le drame Scott & Bailey.

## Biographie

### Jeunesse
Sharp est née à Manchester (Angleterre), de Elsie Makinson et Norman Patient, un conducteur de tramway marié. Elle a été adoptée à l'âge de six semaines. Son père adoptif, Jack, était inspecteur des impôts, et elle a grandi dans le Merseyside.
Elle déclare qu'elle a commencé à jouer la comédie, parce que, enfant, elle se sentait « invisible » et « n'arrivait pas tout à fait à s'intégrer ». Elle dit que son inspiration pour jouer lui est venue en voyant Dick Emery à la télévision.
Lesley Sharp est diplômée de la Guildhall School of Music and Drama en 1982.

### Carrière
Lesley Sharp a fait ses débuts à l'écran dans le film de Alan Clarke Rita, Sue and Bob Too (1986), dans le rôle de l'épouse de Bob, Michelle. Elle est apparue dans un autre projet réalisé par Clarke, dans la version filmée de la pièce à succès de Jim Cartwright Road (1987). D'autres apparitions incluent Le dossier Rachel (1989) et le film de Stephen Poliakoff, L'Amour Tabou, avec Clive Owen et Alan Rickman. Sharp s'est établie comme une actrice de talent dans des rôles sociaux réalistes, comme avec le film de Mike Leigh, Naked (1993) et celui de Jimmy McGovern, Prêtre (1994). Lors des tournages de Suspect numéro 1 (1995) et The Full Monty (1997), elle a déjà un certain succès en Grande-Bretagne.
Bien qu'elle soit apparue dans une variété de films tout au long de sa carrière, Lesley Sharp est probablement mieux connue du public de la télévision. A la fin des années 1990, on lui offre le premier rôle dans de nombreuses séries dramatiques. Common as Muck (1997) est suivie par Playing the Field (1998-2002), une série dramatique à propos d'une équipe de football féminine qui dure cinq saisons. Sharp joue aussi des rôles secondaires dans Les Grandes Espérances (1999), en tant que Mme Joe, et dans Nature Boy (2000), dans le rôle de Martha Tyler, avant de décrocher le rôle de Trudy Graham dans la série de Paul Abbott (qui a gagné un BAFTA) Clocking Off (2000-03), qui dure quatre saisons. Russell T. Davies la place aux côtés d'Alan Davies dans Bob et Rose, ce qui lui vaut une nomination aux BAFTA. Elle obtient aussi des rôles au cinéma comme dans From Hell, et Effronté (1993), qui est réalisé par sa co-star de Nu David Thewlis. Dans The Second Coming (2003), elle est « la femme qui a tué Dieu » face à Christopher Eccleston.
Elle a de nouveau travaillé avec Mike Leigh dans Vera Drake (2004), qui est suivie par d'autres films dramatiques, comme Planespotting, Né avec deux mères et Nos Vies Cachés, en 2005. La même année, elle joue le rôle principal d'Alison Mundy face au sceptique personnage de Andrew Lincoln dans la série dramatique surnaturelle Afterlife. Bien que le sujet est considéré comme assez controversé, la série est bien reçue par le public et la critique. La performance de Sharp est très appréciée et elle est nommée pour plusieurs prix.
Après dix années loin de la scène, en octobre 2005 elle fait son retour au théâtre Emma dans Le Dieu de l'Enfer  de Sam Shepard à la Donmar Warehouse. Lesley Sharp s'est concentrée sur son travail théâtral les années suivantes, jusqu'à ré-apparaître sur les écrans de télévision en 2008 dans le cadre du drame écrit par Lucy Gannon The Children. Plus tard, en 2008, elle travaille avec Russell T. Davies pour la troisième fois, pour un petit rôle dans Doctor Who dans l'épisode Un passager de Trop. Davies plus tard, lui a proposé de devenir la première femme Doctor, ce qu'elle a refusé.
Début 2009, Lesley Sharp joue Petronella van Daan, dans la nouvelle version du Journal d'Anne Frank de la BBC. Par la suite, elle joue la femme de Paddy Considine sur Canal 4, dans le drame primé The Red Riding. Elle joue dans une réécriture de The Rise and the Fall of a Little Voice au Vaudeville Theatre en 2009 avec Marc Warren et Diana Vickers, qui est programmé d'octobre à janvier de l'année suivante. Entre 2011 et 2016, Lesley Sharp est la co-star de la série Scott & Bailey dans le rôle de l'inspectrice Janet Scott sur ITV1. Depuis mai 2012, elle joue dans la série de Sky1 Starlings dans le rôle de Jan Starling.

## Filmographie

### Télévision
- 1994 : Dandelion Dead : Constance Martin
- 1995 : Suspect numéro 1 : Anne Sutherland
- 1999–2001 : Playing the Field : Theresa Mullen
- 1999 : Les Voleuses : Carol Murphysion
- 2000–2001 : Clocking Off : Trudy Graham
- 2001 : Bob et Rose : Rose Cooper
- 2001 : From Hell : Kate Eddowes
- 2003 : The Second Coming : Judith Roach
- 2005–2006 : Afterlife : Alison Mundy
- 2008 : Doctor Who : Sky Silvestry
- 2008 : The Children : Anne
- 2009 : Le Journal d'Anne Frank : Petronella Van Daan
- 2009 : The Red Riding Trilogy : Joan Hunter
- 2009 : Moving On : Sylvie
- 2010 : Hercule Poirot : Miss Martindale
- 2010 : Whistle and I'll Come to You : Hetty l'infirmière
- 2011 : Leah's Story : Narratrice
- 2011–2016 : Scott & Bailey : DC Janet Scott
- 2011 : The Shadow Line : Julie Bede
- 2012 : Protecting Our Children : Narratrice
- 2012 : Corfu — A Tale of Two Islands : Narratrice
- 2012-2013 : Starlings : Jan Starling
- 2013 : Who Do You Think You Are? : Elle-même
- 2015 : Main basse sur Pepys Road : Mary
- 2016 : Paranoid : Lucy Cannonbury
- 2016 : Tom Daley: Diving for Gold : Narratrice
- 2017 : Three Girls : DC Margaret Oliver
- 2021 : Destin : La Saga Winx : Rosalind
- 2023 : The Full Monty, la série (The Full Monty) : JeanHorsfall

## Prix et nominations
| Année | Prix                       | Catégorie                             | Travail                | Résultat   |
| ----- | -------------------------- | ------------------------------------- | ---------------------- | ---------- |
| 1988  | Laurence Olivier Awards    | Best performance in Comedy            | Une affaire de famille | Nomination |
| 1992  | Laurence Olivier Awards    | Meilleure actrice dans un second rôle | Oncle Vania            | Nomination |
| 1998  | BAFTA Film Awards          | Meilleure Actrice dans un Second Rôle | The Full Monty         | Nomination |
| 1998  | Screen Actors Guild Awards | Meilleure distribution                | The Full Monty         | Lauréat    |
| 2002  | BAFTA TV Awards            | Meilleure Actrice                     | Bob et Rose            | Nomination |
| 2002  | Royal Television Society   | Meilleure Actrice                     | Bob et Rose            | Nomination |
| 2006  | Royal Television Society   | Meilleure Actrice                     | Au-delà                | Lauréat    |